# Anthony Clark (badmintonista)
Anthony Clark (ur. 1 listopada 1977 w Derby) – brytyjski zawodnik badmintona.
Startował na Igrzyskach w Atenach w grze podwójnej mężczyzn – odpadł w 1/8 finału, oraz na Igrzyskach w Pekinie w grze mieszanej.
Zdobył, wraz z Robertem Blairem, 2. miejsce w grze podwójnej mężczyzn oraz z Donna Kellogg 2. miejsce w grze mieszanej na mistrzostwa świata w badmintonie w Madrycie (2006). Oraz drużynowo srebrny medal na mistrzostwach Europy, a także brąz na Igrzyskach wspólnoty narodów. Zdobył złoty medal z Donna Kellogg w grze mieszanej na Mistrzostwach Europy 2008 w Herning (Dania).